# Galaxy Airways (Griechenland)
Galaxy Airways war griechische Fluggesellschaft mit Geschäftssitz in Athen. Sie wurde 1999 gegründet und stellte ihren Flugbetrieb im Jahr 2001 ein.

## Geschichte
Galaxy Airways wurde Anfang 1999 als Tochtergesellschaft des im nordgriechischen Ort Nea Karvali ansässigen fischverarbeitenden Unternehmens Xifias SA gegründet, welches 75 % der Gesellschaftsanteile hielt. Als Geschäftsführer wurde Theodore Kokmotos eingesetzt. Zunächst war Galaxy Airways als Linienfluggesellschaft konzipiert worden, die unter dem Slogan „…eine neue Philosophie am Himmel“ mit einer günstigen Preisgestaltung bei gehobenem Komfort (warme Gerichte, gute Beinfreiheit, Ledersitze) nationale Verbindungen anbieten sollte. Als operative Basis diente anfangs der Flughafen Kavala in der makedonisch-thrakischen Hafenstadt Kavala; der Geschäftssitz lag in Athen. Die Verlegung des Betriebs auf einen Regionalflughafen entsprach dem damaligen Trend der griechischen Fluggesellschaften, um Landegebühren einzusparen und bessere Flugzeiten zu erhalten als dies bei den voll ausgelasteten Großflughäfen der Fall wäre.
Die Betriebsaufnahme erfolgte am 31. August 1999 mit einer Boeing 737-400 (Kennzeichen: SX-BFV), die von Flightlease gemietet wurde. Im Dezember 1999 kam eine von Hapag-Lloyd Flug geleaste Boeing 737-500 (SX-BFP) hinzu. Galaxy Airways wurde damit zur ersten griechischen Fluggesellschaft, die eine Boeing 737-500 betrieb. Im April 2000 beschäftigte das Unternehmen 60 Angestellte, darunter 8 Piloten und 16 Kabinenbegleiter. Die Gesellschaft übernahm im Mai 2000 eine zweite B737-400 (SX-BFA). Der defizitäre Linienverkehr wurde im September 2000 aus wirtschaftlichen Gründen eingestellt und beide Boeing 737-400 an die Leasinggeber zurückgegeben. Kurz darauf erwarb der britische Reiseveranstalter Golden Sun Holidays 43 % der Unternehmensanteile, wodurch das Firmenkapital auf 3 Milliarden Drachmen erhöht und die Betriebsfortsetzung gesichert werden konnte. Galaxy Airways führte im Anschluss nur noch internationalen Charterflugverkehr mit der Boeing 737-500 durch. Die operative Basis wurde hierzu auf den neuen Flughafen Athen (Spata) verlegt.
Am 31. Mai 2001 entzog die griechische Luftfahrtbehörde (ΥΠΑ) der Galaxy Airways die Flugerlaubnis wegen Schulden. Das letzte Flugzeug, die geleaste Boeing 737-500, wurde im Juli 2001 an Hapag-Lloyd zurückgegeben. Die Auflösung des Unternehmens erfolgte am Jahresende 2001. Die Muttergesellschaft Xifias S.A. hatte dabei betont, dass niemals bei einer technischen Überprüfung ein Problem an den Flugzeugen beanstandet worden sei und wehrte auch Gerüchte ab, nach denen ein Flugzeug im Jahr 2000 von deutschen Behörden wegen Schulden konfisziert worden sei.

## Flugziele
Galaxy Airways hatte im Linien- und Charter-Flugverkehr folgende Städte miteinander verbunden:
Kavala, Thessaloniki, Athen, Korfu und Preveza mit München, Berlin, Köln, Stuttgart, Düsseldorf, Nürnberg, Paris, Basel, Manchester.

## Flotte
- 2 × Boeing 737-400 (SX-BFA, SX-BFV)
- 1 × Boeing 737-500 (SX-BFP)

Im Jahr 2001 bestand die Flotte aus einer Boeing 737-500.